# Lee Kun-hee
Lee Kun-hee (ur. 9 stycznia 1942 w Ŭiryŏng, zm. 25 października 2020 w Seulu) – południowokoreański przedsiębiorca, prezes koncernu Samsung Group (1987–2008) i jego najważniejszego przedsiębiorstwa Samsung Electronics (od 2010), syn założyciela koncernu Lee Byung-chula.

## Życiorys
Urodzony 9 stycznia 1942 w Ŭiryŏng jako syn założyciela koncernu Lee Byung-chula. W 1987 został prezesem Samsunga i podjął działania mające na celu przekształcić go w rozpoznawalną w świecie, renomowaną markę. Głównym działaniem wizerunkowym była promocja przez sport, w związku z czym w 1997 Samsung został jednym z głównych sponsorów Międzynarodowego Komitetu Olimpijskiego. Od 1996 do Międzynarodowego Komitetu Olimpijskiego należał sam Lee.
W lipcu 2008 skazany na trzy lata więzienia w zawieszeniu za przestępstwa finansowe, ułaskawiony w grudniu. Jako członek Międzynarodowego Komitetu Olimpijskiego zaangażował się w lobbing na rzecz przyznania Korei Południowej organizacji zimowych igrzysk olimpijskich w 2018 przy wydatnej pomocy kierowanego przez niego koncernu.
W lipcu 2011 MKOl przyznał organizację zimowej olimpiady Korei Południowej planowanej na rok 2018, a we wrześniu na prośbę rodziny Lee zrezygnował ze starań o reelekcję w Komitecie. Zaraz potem MKOl mianował go honorowym członkiem.
W 2014 przeszedł zawał serca i od tego czasu był niezdolny do pracy. W kierowaniu koncernem Samsung zastąpił go syn, Lee Jae-yong.